# لو بيريز
لو بيريز (بالإنجليزية: Lou Perez)‏ هو موزع أمريكي، ولد في 21 يونيو 1928، وتوفي في 27 مايو 2005.

## روابط خارجية
- لو بيريز على موقع ميوزك برينز (الإنجليزية)
- لو بيريز على موقع أول ميوزيك (الإنجليزية)
- لو بيريز على موقع ديسكوغز (الإنجليزية)